# Waśkowyczi
Waśkowyczi (ukr. Васьковичі) – wieś na Ukrainie, w obwodzie żytomierskim, w rejonie korosteńskim, w hromadzie Korosteń. W 2025 liczyła 752 mieszkańców.
Znajduje tu się przystanek kolejowy Waśkowyczi, położony na linii Owrucz – Korosteń.